# Краснодарський тролейбус
Краснодарський тролейбус (рос. Краснодарский троллейбус) — тролейбусна мережа у місті Краснодар, Росія.

## Історія
Тролейбусний рух в Краснодарі відкрито 28 липня 1950 року.

## Маршрути

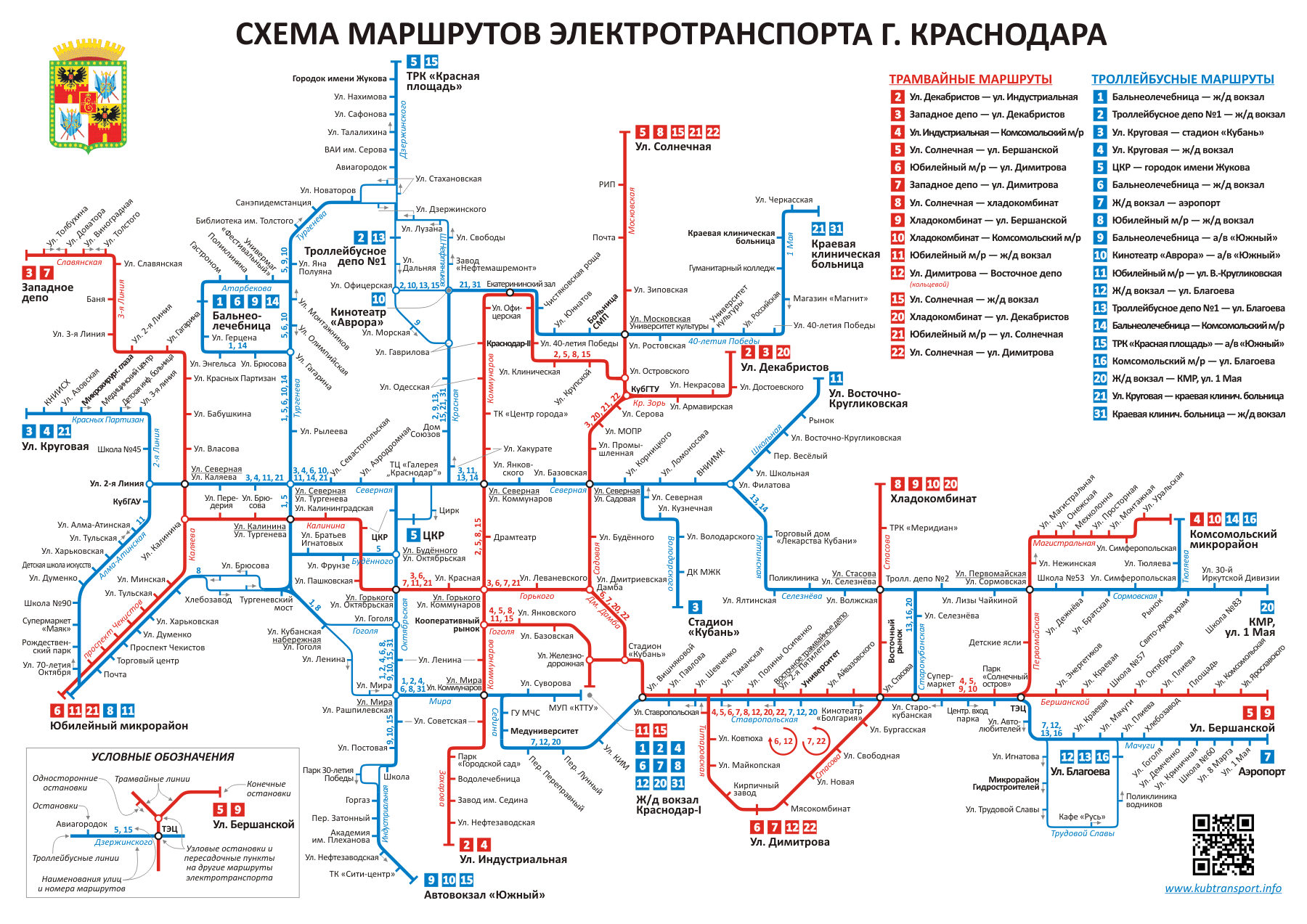
Схема тролейбусних маршрутів станом на 2013 рік

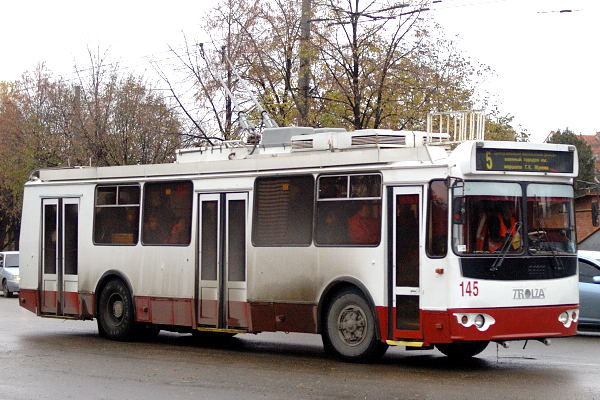
ЗіУ-682Г-016.02

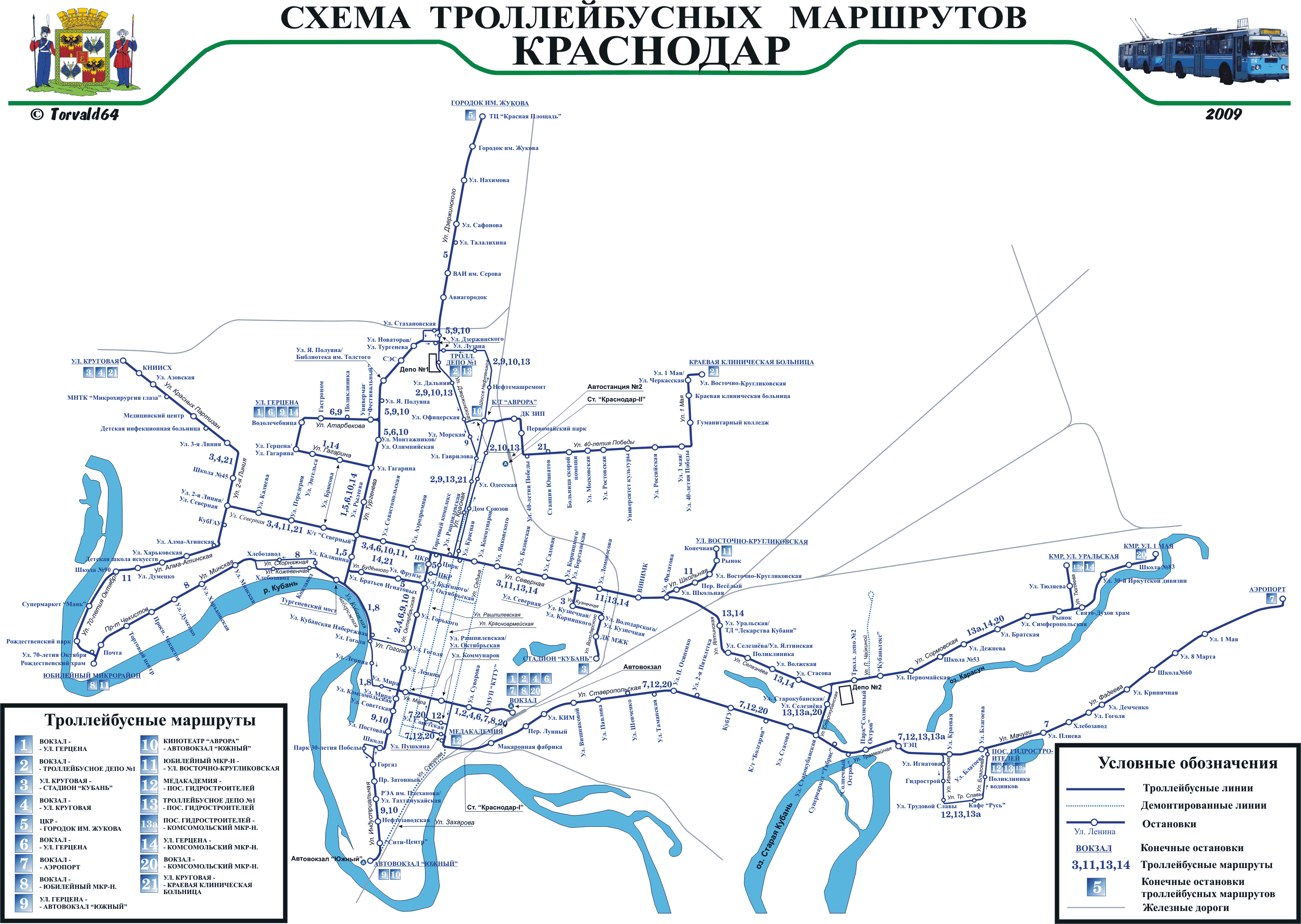
Схема тролейбусних маршрутів станом на 2009 рік

| Перелік тролейбусних маршрутів міста Краснодара | Перелік тролейбусних маршрутів міста Краснодара | Перелік тролейбусних маршрутів міста Краснодара | Перелік тролейбусних маршрутів міста Краснодара |
| №                                               | Кінцевий пункт, А                               | Кінцевий пункт, Б                               | Маршрут руху |
| ----------------------------------------------- | ----------------------------------------------- | ----------------------------------------------- | --- |
| 1                                               | Вулиця Герцена                                  | Залізничний вокзал Краснодар I                  | вул. Герцена — вул. Гагаріна — вул. Тургенєва — вул. Кубанська набережна — вул. Миру. Зворотно: вул. Миру — вул. Жовтнева — вул. Гоголя — вул. Кубанська набережна — вул. Тургенєва — вул. Гагаріна — вул. Герцена |
| 2                                               | ТРЦ «Червона площа»                             | Залізничний вокзал Краснодар I                  | вул. Дзержинського — вул. Тургенєва — вул. Північна — вул. Жовтнева — вул. Миру. Зворотно: вул. Миру — вул. Жовтнева — вул. Північна — вул. Тургненєва — вул. Дзержинського |
| 3                                               | Стадіон «Кубань»                                | Вулиця Кругова                                  | вул. Володарського — вул. Ковальська — вул. Корницького — вул. Північна — вул. 2-я лінія — вул. Червоних партизан — Мікрохірургія ока |
| 4                                               | Вулиця Кругова                                  | Залізничний вокзал Краснодар I                  | вул. Червоних партизан — вул. Академіка Трубіліна — вул. Північнаа — вул. Жовтнева — вул. Миру |
| 5                                               | ТРК «Червона площа»                             | ЦКР                                             | вул. Калініна — вул. Жовтнева — вул. Будьоного — вул. Тургенєва — вул. Новаторів — вул. Дзержинського — мікрорайон Жукова. Зворотно: мікрорайон Жукова — вул. Дзержинського — вул. Стахановська — вул. Тургенєва — вул. Будьоного — вул. Жовтнева — вул. Північна — вул. Рашпилєвська — вул. Калініна |
| 6                                               | Бальнеолікарня                                  | Залізничний вокзал Краснодар I                  | вул. Герцена — вул. Атарбекова — вул. Тургенєва — вул. Північна — вул. Жовтнева — вул. Миру |
| 7                                               | Залізничний вокзал Краснодар I                  | Аеропорт                                        | вул. Миру — вул. Седина / Червоноармійська — вул. Постова — вул. Ставропольська — вул. Трамвайна — ТЕЦ — вул. Мачугі — вул. Фадєєва |
| 8                                               | Ювілейний мікрорайон                            | Залізничний вокзал Краснодар I                  | просп. Чекистів — вул. Мінська — вул. Каляєва — вул. Шкіряна — вул. Кубанська набережна — вул. Миру. Зворотно: вул. Миру — вул. Жовтневаа — вул. Гоголя — вул. Кубанська набережна — вул. Шкіряна — вул. Мінська — просп. Чекистів |
| 9                                               | Бальнеолікарня                                  | Автовокзал «Південний»                          | вул. Герцена — вул. Атарбекова — вул. Тургенєва — вул. Новаторів — вул. Дзержинського — вул. Красна — вул. Північнна — вул. Жовтнева — вул. Красина — вул. Оранжерейна — вул. Індустріальна. Зворотно: вул. Індустріальна — вул. Красина — вул. Жовтнева — вул. Північна — вул. Червона — вул. Офіцерська — шосе Нефтяникв — вул. Лузана — вул. Дзержинського — вул. Стахановська — вул. Тургенєва — вул. Атарбекова — вул. Герцена                                                                    |
| 10                                              | Кінотеатр «Аврора»                              | Автовокзал «Південний»                          | шосе Нефтяників — вул. Лузана — вул. Дзержинського — вул. Стахановська — вул. Тургенєва — вул. Північнна — вул. Жовтнева — вул. Красина — вул. Оранжерейна — вул. Індустріальна. Зворотно: вул. Індустріальна — вул. Красина — вул. Жовтнева — вул. Північна — вул. Тургенєва — вул. Новаторів — вул. Дзержинського — вул. Офіцерська |
| 11                                              | Центральний ринок                               | Вулиця Східно-Кругликовська                     | Вул. Жовтнева — вул. Північна — вул. Шкільна — вул. Східно-Кругликовська |
| 12                                              | Стадіон «Кубань»                                | Мікрорайон Гідробудівельників                   | вул. Володарськогоа — вул. Ковальська — вул. Корницького — вул. Північна — вул. Миру — вул. Седина — вул. Постова — вул. Ставропольська — вул. Трамвайна — вул. Мачугі — вул. Ігнатова — вул. Трудової Слави — вул. Благоєва |
| 13                                              | Тролейбусне депо № 1                            | Мікрорайон Гідробудівельників                   | вул. Дзержинського — вул. Офіцерська — шосе Нефтяників — вул. Червона — вул. Північна — вул. Ялтинська — вул. Селєзньова — вул. Старокубанська — вул. Ставропольська — вул. Трамвайна — вул. Мачугі — вул. Ігнатова — вул. Трудової слави — вул. Благоїва. Зворотно: вул. Благоїва — вул. Мачугі — вул. Трамвайна — вул. Ставропольська — вул. Старокубанська — вул. Селєзньова — вул. Ялтинська — вул. Північна — вул. Червона — вул. Офіцерська — шосе Нефтяників — вул. Лузана — вул. Дзержинського |
| 14                                              | Вулиця Герцена                                  | Комсомольський мікрорайон (вул. Уральська)      | вул. Герцена — вул. Гагаріна — вул. Тургенєва — вул. Північна — вул. Ялтинська — вул. Селєзньова — вул. Сормовська — вул. Тюляева |
| 16                                              | Комсомольський мікрорайон                       | Мікрорайон Гідробудівельників                   | вул. Тюляєва — вул. Сормовська — вул. вул. Старокубанська — вул. Ставропольська — вул. Трамвайна — вул. Мачугі — вул. Ігнатова — вул. трудової Слави — вул. Благоєва |
| 20                                              | Залізничний вокзал Краснодар I                  | Комсомольський мікрорайон (вул. 1 Травня)       | Вул. Миру — вул. Седина / Червоноармійська — вул. Постова — вул. Ставропольська — вул. Старокубанська — вул. Сормовська — вул. 1 Травня |
| 21                                              | Крайова клінічна лікарня                        | Вулиця Кругова                                  | вул. Червоних партизан — вул. Академіка Трубіліна — вул. Північна — вул. Червона — вул. Офіцерська — вул. Колгоспна — вул. 40-річчя Перемоги — вул. 1 Травня — вул. Черкаська |
| 31                                              | Залізничний вокзал Краснодар I                  | Крайова клінічна лікарня                        | вул. Миру — вул. Жовтнева — вул. Північна — вул. Червона — вул. Офіцерська — вул. Колгоспна — вул. 40-річчя Перемоги — вул. 1 Травня — вул. Черкаська |

## Вартість проїзду
З 8 липня 2019 року вартість проїзду в міському електричному транспорті Краснодара становить 28 ₽.

## Цікаві факти
- Краснодар — останнє місто в країнах колишнього СРСР, в якому використовувалися тролейбусні поїзди[1] з двох машин ЗіУ-9[2], з'єднаних за системою Володимира Веклича[3][4]. Експлуатація останніх тролейбусних поїздів закінчилась 31 грудня 2013 року[5]. Тролейбусні поїзди «ЗіУ-9» № 093+094, № 114+115 та № 116+117, працювали на маршруті № 9 до 30 листопада 2013 року, а сама остання сцепка № 093+094 працювала до 31 грудня 2013 року. Загальний термін експлуатації тролейбусних поїздів Володимира Веклича в більш ніж 20 містах[6] колишнього СРСР склав майже 48 років.
- На базі Тролза-5265 «Мегаполіс» створено екобус (з електротрансмісією) ТролЗа-5250. Це перший і унікальний випадок будівництва автобуса на тролейбусному шасі, до цього робили тролейбуси на автобусному шасі. Автобус працює на турбіні. У Краснодарі експлуатувалися 4 екземпляри, після чого в усіх машинах були виявлені недоліки. Дві машини повернені на доопрацювання на завод Тролза, а інші два Екобуси стоять у тролейбусному депо № 1.

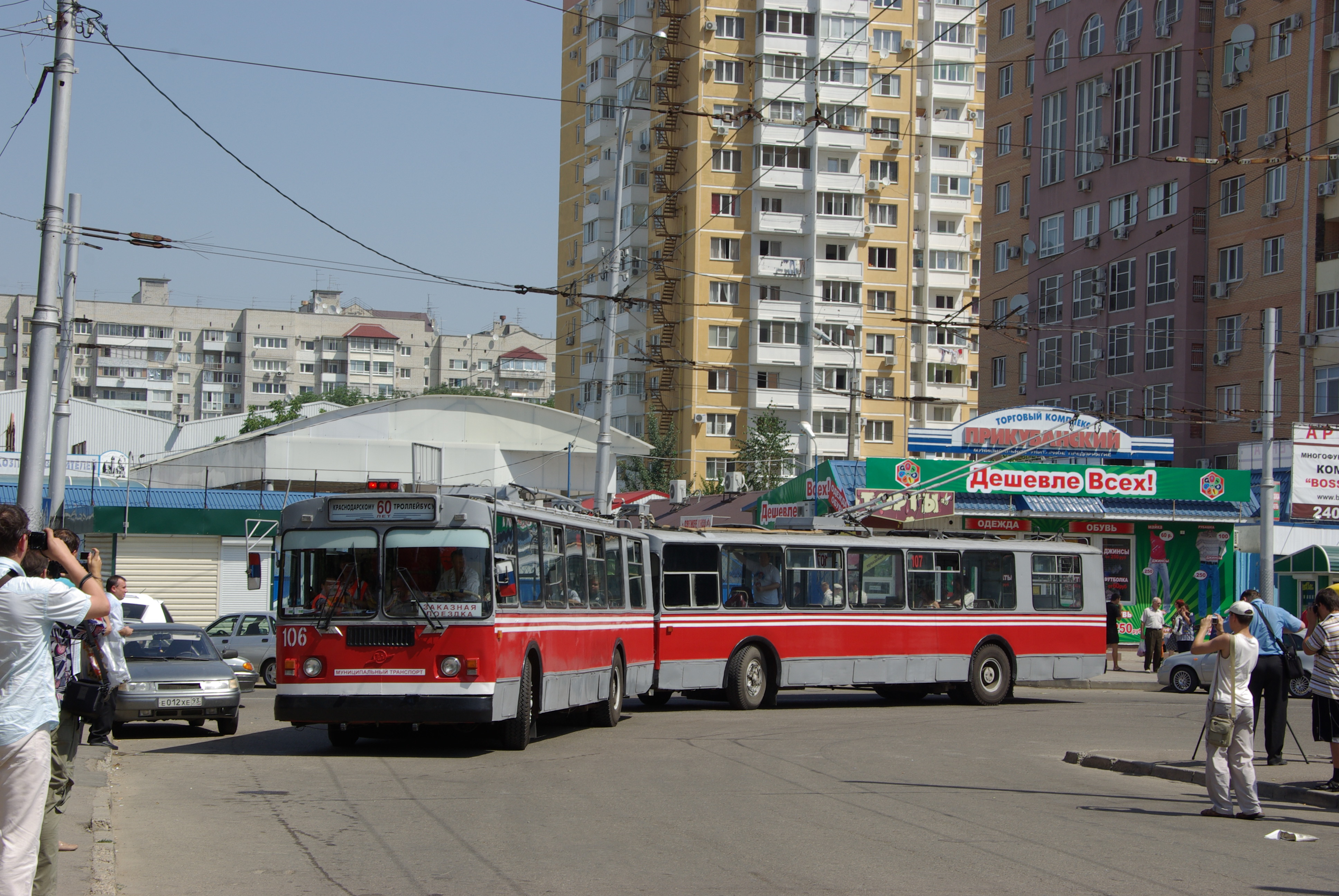
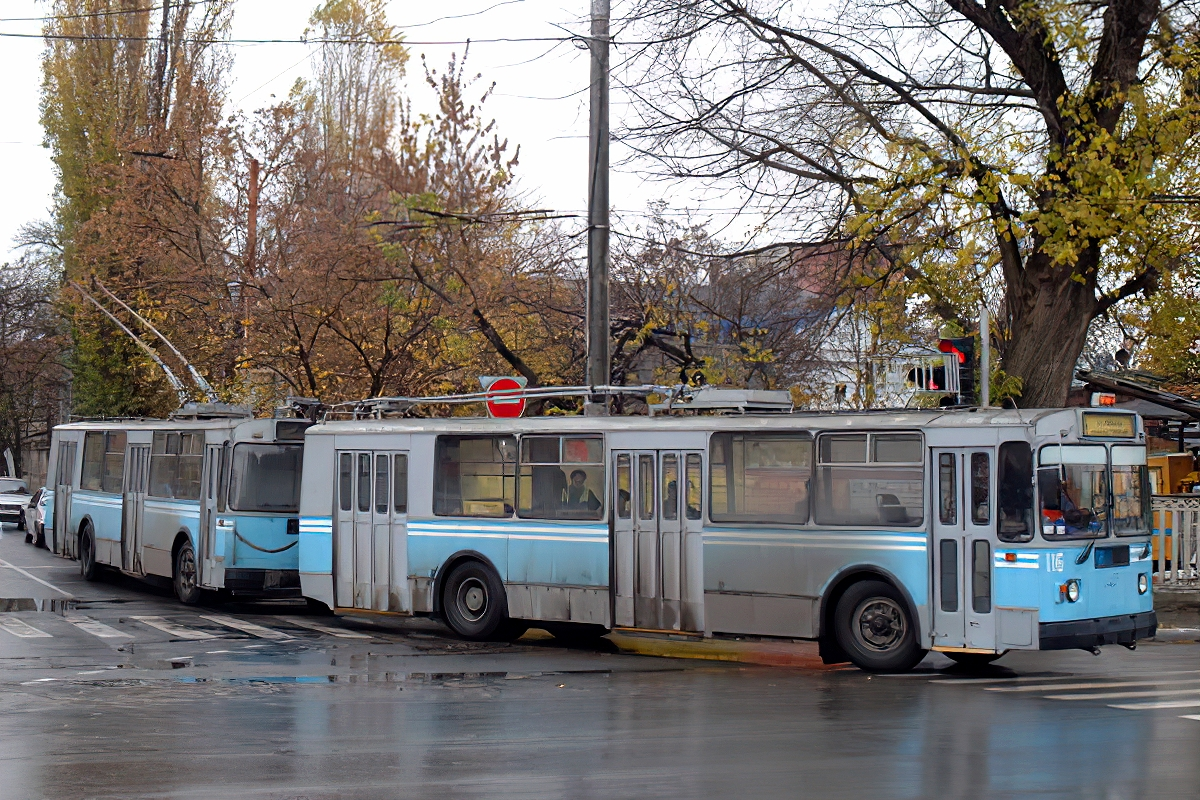
Тролейбусні поїзди ЗіУ-9
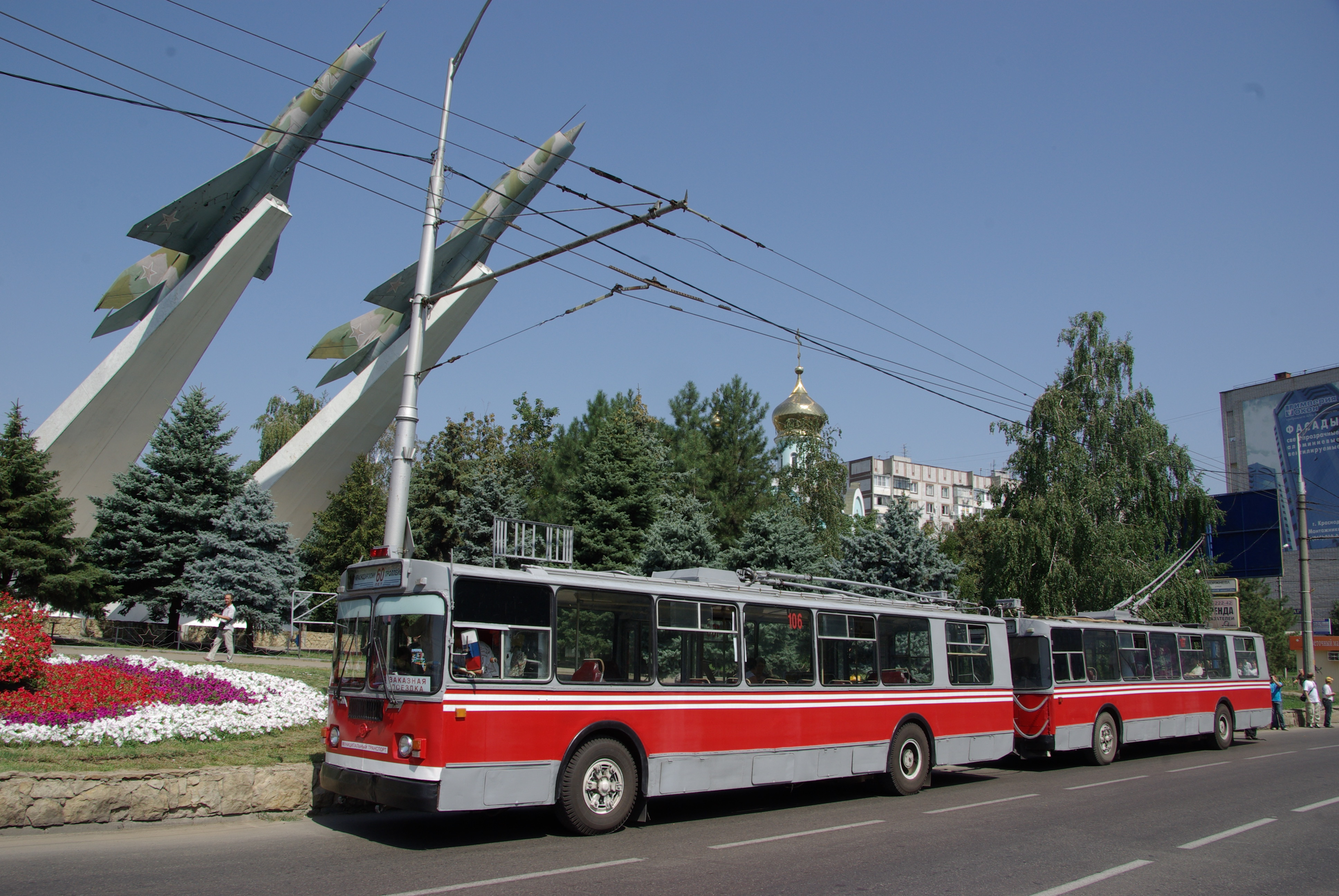
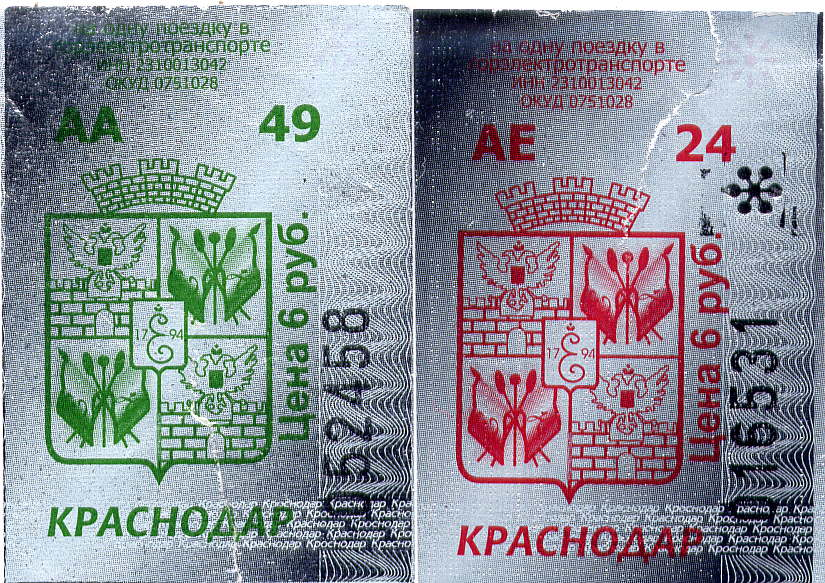
Зразок квитка 2008 року
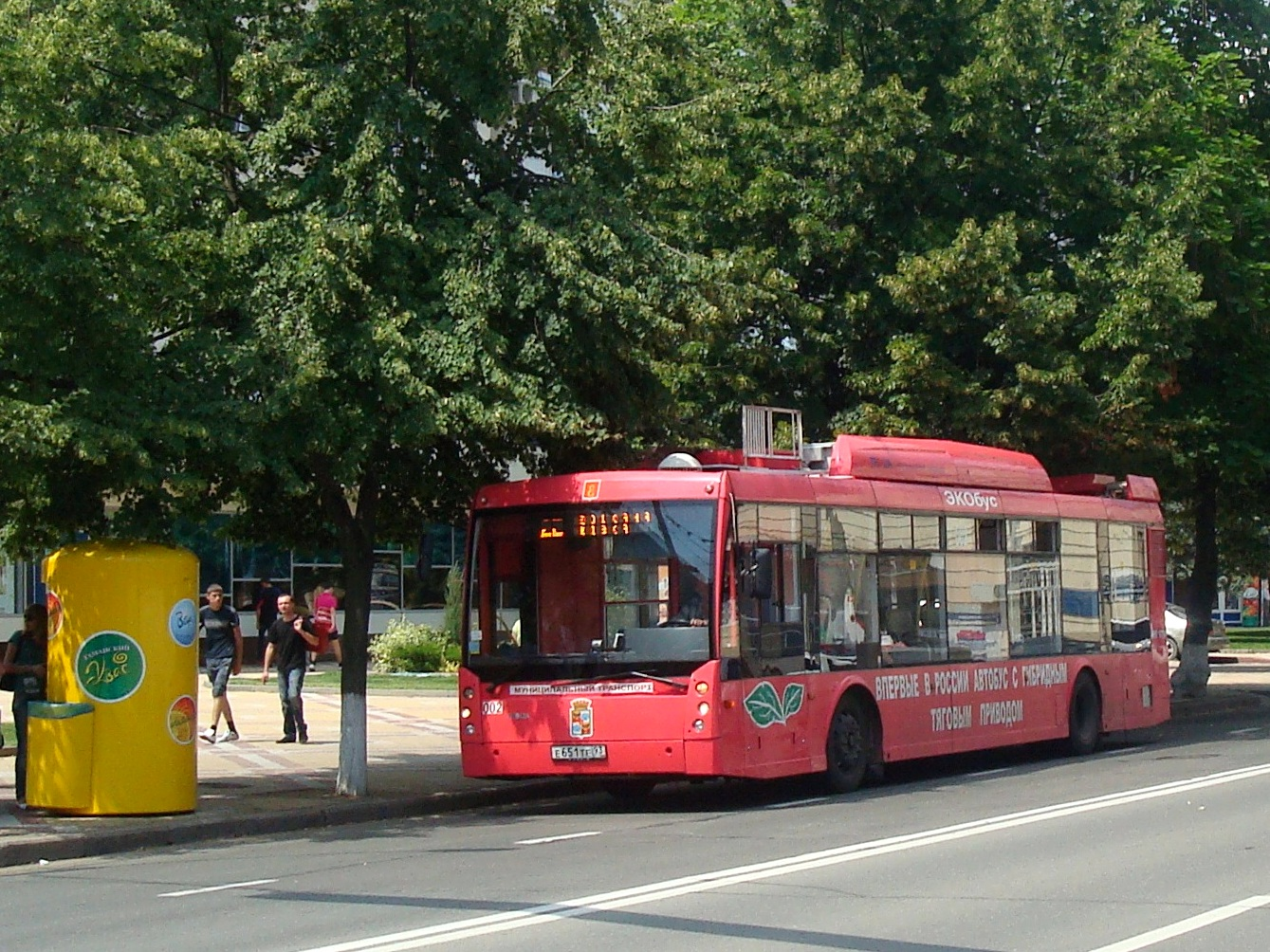
Електробус в Краснодарі